# Tal Almog
Tal Almog (19 de junio de 1992) es un deportista argentino que compite en judo. Ganó una medalla de bronce en el Campeonato Panamericano de Judo de 2020 en la categoría de –66 kg.

## Palmarés internacional
| Campeonato Panamericano | Campeonato Panamericano | Campeonato Panamericano | Campeonato Panamericano |
| Año                     | Lugar                   | Medalla                 | Categoría               |
| ----------------------- | ----------------------- | ----------------------- | ----------------------- |
| 2020                    | Guadalajara (México)    | Medalla de bronce       | –66 kg                  |